# 葡萄牙菜
葡萄牙飲食受到地中海飲食的強烈影響。葡萄牙飲食以海鮮而著稱，並且受到前殖民地的影響，經常使用多種香料。葡萄牙是著名的橄欖油產地，菜餚中也經常使用橄欖油。葡萄牙菜餚還廣泛使用大蒜。葡萄牙是一個海洋國家，水產業特別發達。葡萄牙的人均水產品消費量是歐洲第一，世界第四。

## 概述
葡萄牙地理上佔位處歐洲西南，面向大西洋。由於面向大海，海產漁獲是葡萄牙菜最主要來源。一般常用海產有墨魚、鰈魚、鱈魚、章魚，以及其他貝殼類。
葡萄牙菜一般都會用橄欖油、大蒜、香草、番茄、海鹽作調味料，但少用香料。由於鄰近北非，葡萄牙菜也會有米食。

## 著名食品
- 葡式蛋塔
- 馬介休
- 葡式酿蟹盖
- 白烚
- 橄欖油浸沙甸魚
- 葡式烤乳豬
- 木糠布甸
- 葡萄牙葡萄酒
- 葡式三明治

## 圖片

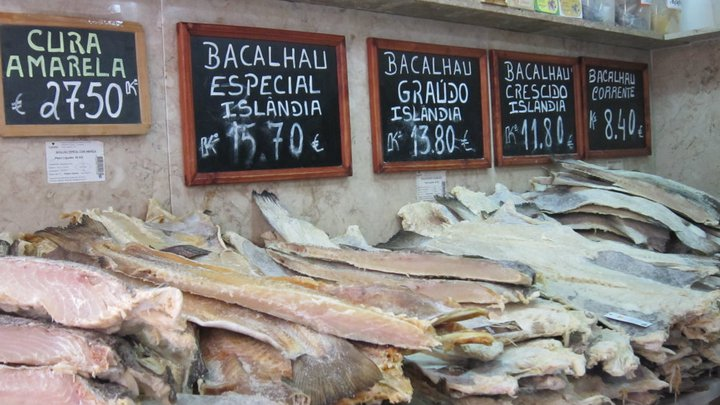
馬介休
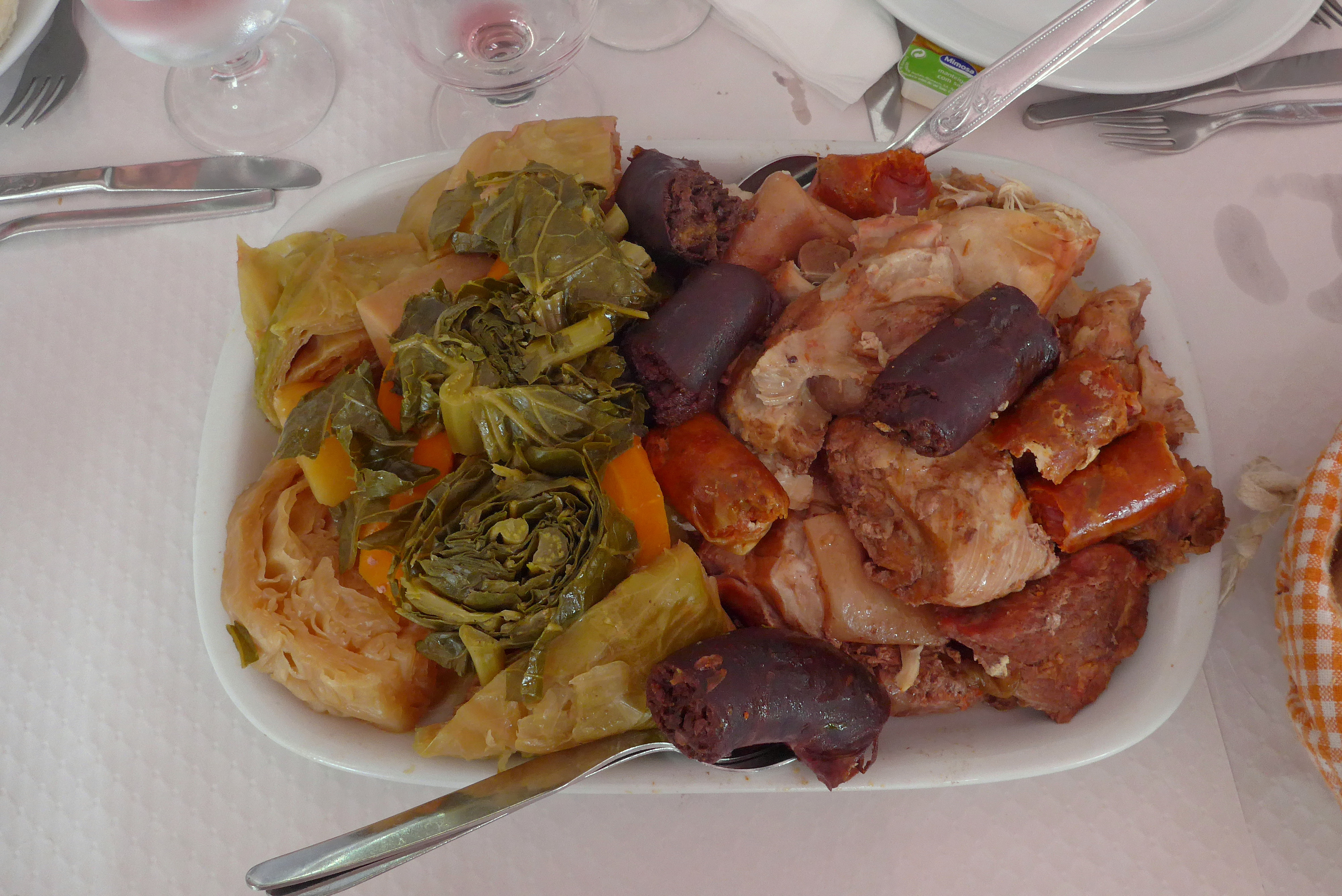
葡式燉菜
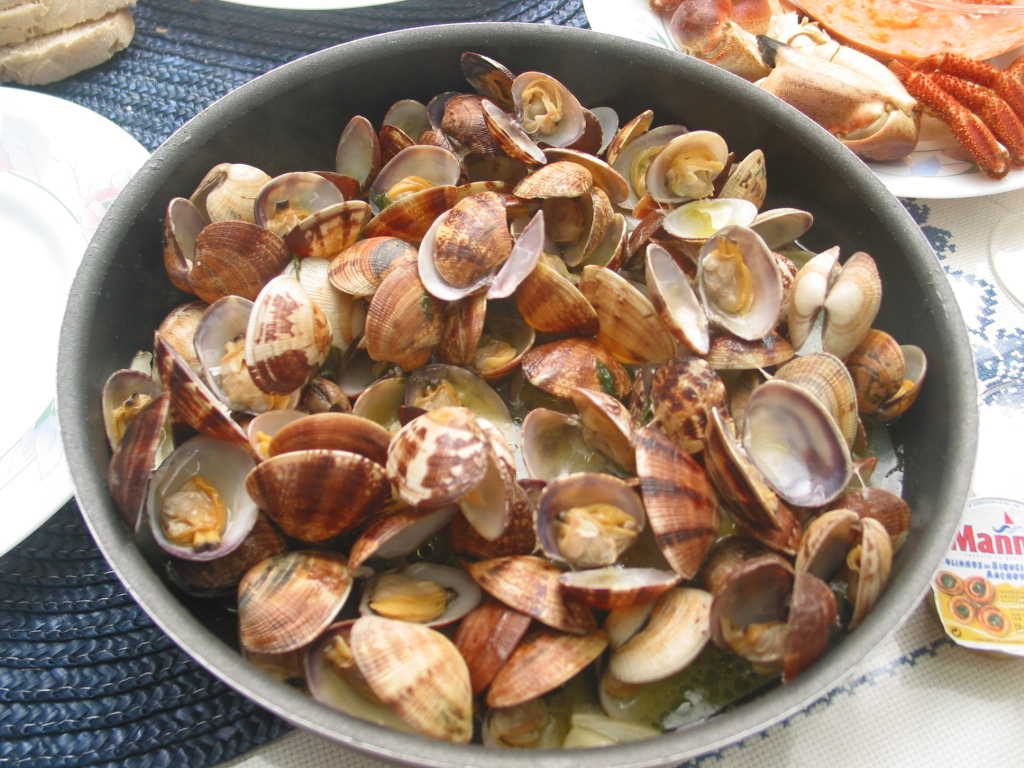
煮蛤蜊
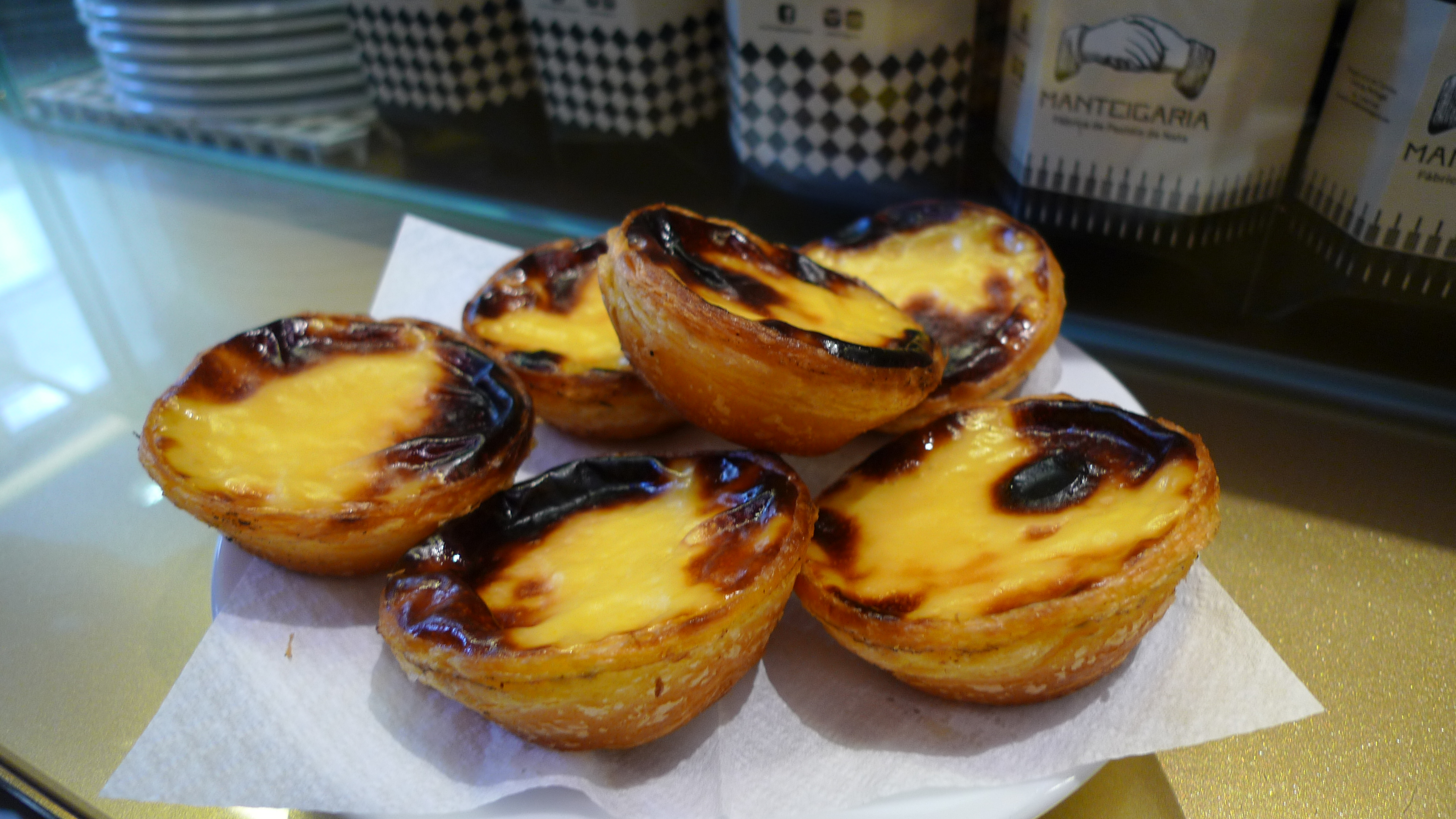
葡式蛋塔